# سانتياغو (لاعب كرة قدم مواليد 1976)
سانتياغو هو لاعب كرة قدم برازيلي في مركز الهجوم، ولد في 4 أكتوبر 1976 في Santiago, Rio Grande do Sul ‏ في البرازيل. لعب مع Cerâmica Atlético Clube ‏.

## وصلات خارجية
- سانتياغو (لاعب كرة قدم مواليد 1976) على موقع Soccerway.com (الإنجليزية)